# Anagyrus flavimesopleurum
Anagyrus flavimesopleurum är en stekelart som först beskrevs av Girault 1917.  Anagyrus flavimesopleurum ingår i släktet Anagyrus och familjen sköldlussteklar. Inga underarter finns listade i Catalogue of Life.